# Azmut
Azmut (àrab: عزموط, ʾAzmūṭ) és una vila palestina de la governació de Nablus, a Cisjordània, al nord de la vall del Jordà, 5 kilòmetres al nord-est de Nablus. Segons l'Oficina Central Palestina d'Estadístiques tenia 2.724 habitants en 2007.